# Antonio da Sangallo el Jove
Antonio Cordiani, anomenat Antonio da Sangallo el Jove (Florència, 12 d'abril de 1484 - Terni, 3 d'agost de 1546) va ser un arquitecte del Renaixement italià. Es va traslladar molt jove de la seva Florència natal a Roma, ciutat on coneixerà Donato Bramante i on viurà i treballarà la major part de la seva vida. Va assolir un gran prestigi professional i va rebre encàrrecs de diversos papes. Giorgio Vasari va incloure la seva biografia a Le Vite de'più eccellenti pittori, scultori ed architettori.

## Biografia
Va néixer a una família d'artistes. Era net de l'escultor Francesco Giamberti, nebot dels arquitectes Giuliano da Sangallo i Antonio da Sangallo el Vell, cosí de l'escultor Francesco da Sangallo i germà del també arquitecte Giovanni Battista da Sangallo, amb qui va col·laborar a nombrosos projectes. Antonio va ser alumne de Donato Bramante a Roma. La influència de Bramante és visible a Sangallo, que serà un fidel continuador de l'estil del seu mestre.

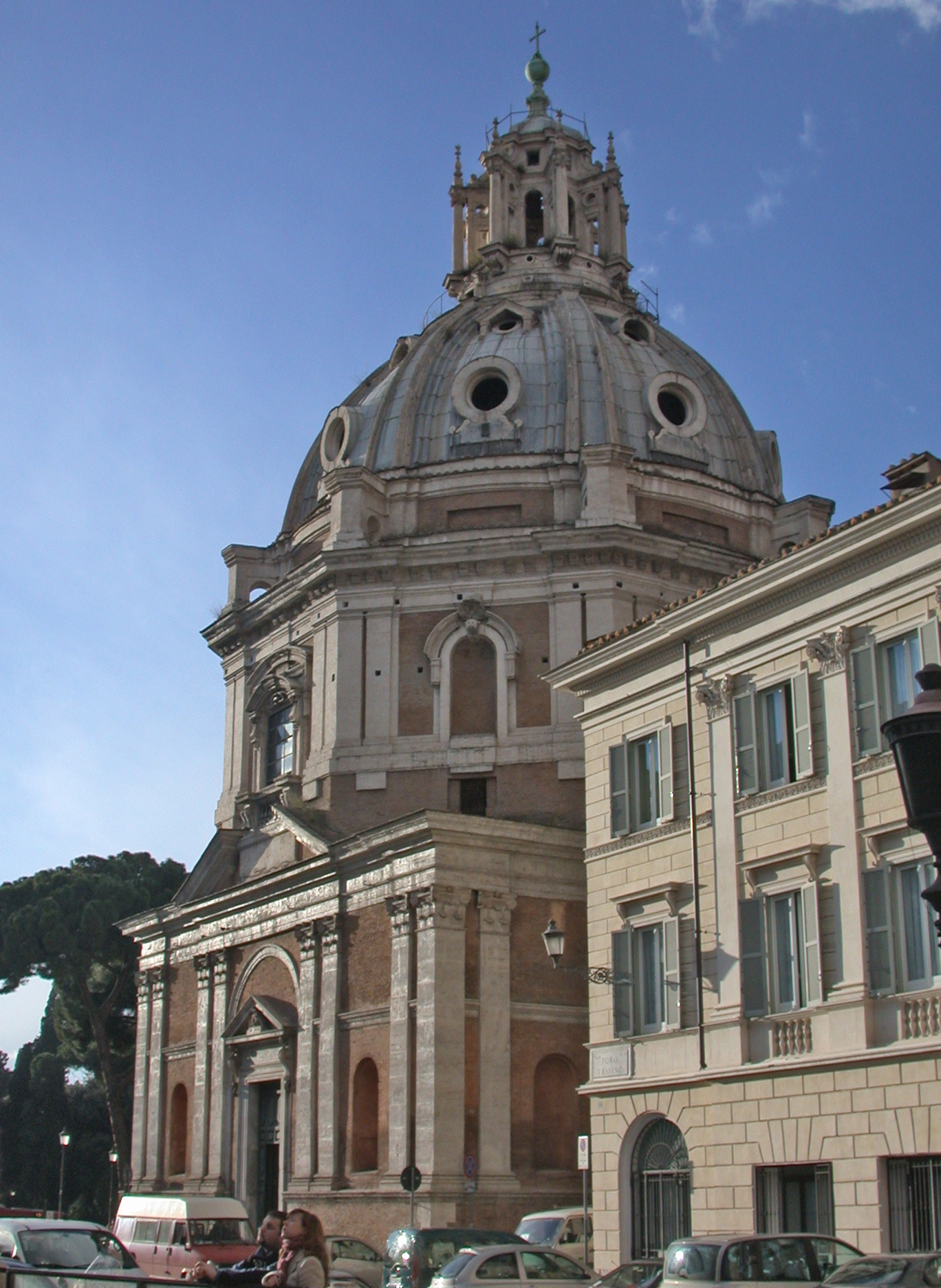
Església de Santa Maria di Loreto a Roma, obra mestra de Sangallo

De les obres que perduren de Sangallo sense adulteracions posteriors, es considera que la més reeixida és l'església de Santa Maria di Loreto a Roma, una obra aixecada en maó i travertí de gran bellesa de proporcions i senzillesa de línies, la planta central de la qual (quadrada i després desenvolupada a octògon) es cobreix amb una elegant cúpula acabada a llanterna (la llanterna és un afegitó posterior, aliè a Sangallo). Malgrat la seva reduïda mida, la sensació interior d'espaiositat és notable.
Antonio da Sangallo va dissenyar l'església de San Giovanni dei Fiorentini a Roma, les obres de la qual van ser iniciades per Jacopo Sansovino. L'exterior d'aquesta església està molt modificat per obres posteriors a l'est per la canalització del riu Tíber i a l'oest per l'afegitó d'una nova façana, però l'interior és molt representatiu de l'estil de Sangallo. Al Vaticà va construir la Capella Paulina a la vegada que aixecava muralles i fortificacions a l'anomenada "Ciutat Lleonina". La seva obra més ornamentada és el pati del Palau Farnese (obra completada posteriorment per Miquel Àngel). Aquest pati destaca per les seves harmonioses proporcions, amb les seves galeries amb columnes inspirades a les del Coliseu.
Va construir un palau a la Via Giulia de Roma per al papa Pau III, avui conegut com a Palau Sacchetti per haver passat posteriorment a ser propietat d'aquesta família. La construcció actual ha patit enormes alteracions respecte a l'edificada originàriament per Sangallo.

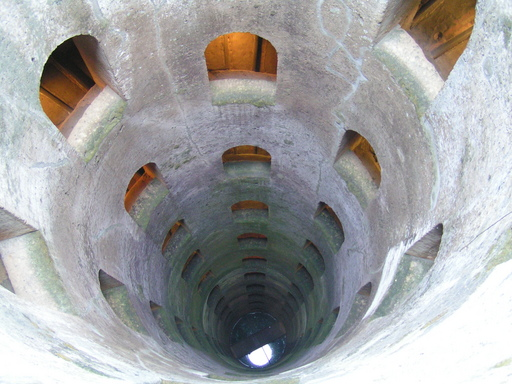
Vista del Pou de San Patrizio, a Orvieto

Després del Saqueig de Roma (1527), Sangallo va treballar principalment en altres ciutats, sobretot a obres militars: va dissenyar, per exemple, les fortificacions d'Ancona. Comissionat pel papa Climent VII, va construir el profundíssim (62 metres) i enginyós pou de San Patrizio a Orvieto, on va edificar una doble rampa en forma d'espiral. Un des seus deixebles, l'enginyer Giovan Battista Calvi va realitzar obres de fortificació a Catalunya i Balears per a Carles V i Felip II.

## Obres més importants
- Palau Baldassini a Roma.
- Esglésies de Santa Maria di Loreto i San Giovanni dei Fiorentini
- Vil·la Madama de Roma.
- Basílica de Sant Pere, el 1520 a la mort de Rafael va ser arquitecte fins a 1546.[3]
- Pati del Palau Farnese a Roma (1534-46).